# Locha lugens
Locha lugens är en fjärilsart som beskrevs av Walker 1856. Locha lugens ingår i släktet Locha och familjen mätare. Inga underarter finns listade i Catalogue of Life.